# Alina Taylor
Alina Taylor (ur. 3 listopada 1927 w Wilnie, zm. 28 lipca 2021) – polska biochemiczka, prof. dr hab.

## Życiorys
W 1954 ukończyła studia chemiczne na Politechnice Gdańskiej. Obroniła pracę doktorską, następnie uzyskała stopień doktora habilitowanego. W 1982 nadano jej tytuł profesora w zakresie nauk przyrodniczych. Została zatrudniona na stanowisku profesora zwyczajnego w Katedrze Biologii Molekularnej na Wydziale Biologii Uniwersytetu Gdańskiego.
Zmarła 28 lipca 2021, pochowana na cmentarzu katolickim w Sopocie.